# 四井樋站
四井樋站（日语：／ Yotsuibi eki */?）是位於長崎縣北松浦郡佐佐町大字佐佐小浦免字上新田濱，運輸通信省的松浦線支線車站，現已廢止。
曾經此站是臼之浦方向的支線（後來為臼之浦線）分支車站。在1944年（昭和19年）4月13日，此站不再連接本線。在1945年（昭和20年）3月1日，車站廢止（但是路線仍然存在）。

## 歷史
- 1931年（昭和6年）8月29日 - 佐世保鐵道（日语：佐世保鉄道）四指站（日语：／）啟用[1][2]。
- 1936年（昭和11年）10月1日 - 佐世保鐵道國有化，同時車站改名為四井樋站[3]。
- 1944年（昭和19年）4月13日 - 小浦至此站之間路段廢止，成為支線的單獨車站。
- 1945年（昭和20年）3月1日 - 實盛谷至佐佐之間改變走線，此站廢止。

## 相鄰車站
運輸通信省
松浦線（支線）
佐佐－四井樋－肥前黑石
松浦線
小浦－四井樋－佐佐

## 注腳
1. ↑  《停車場変遷大事典 国鉄・JR編》（分冊Ⅱ）JTB出版，1998年，736頁
2. ↑  「地方鉄道運輸開始」『官報』1931年9月9日（國立國會圖書館數碼化收藏）
※上述的官報中，長崎縣錯誤地標記為「長野縣」。另外，當時佐佐村內設有大字，但是官報中漏報。
3. ↑  「鉄道省告示第326.327号」『官報』1936年9月29日（國立國會圖書館數碼化收藏）